# Habenaria maitlandii
Habenaria maitlandii är en orkidéart som beskrevs av Victor Samuel Summerhayes. Habenaria maitlandii ingår i släktet Habenaria och familjen orkidéer. IUCN kategoriserar arten globalt som akut hotad. Inga underarter finns listade i Catalogue of Life.